# Xylopia sericolampra
Xylopia sericolampra är en kirimojaväxtart som beskrevs av Friedrich Ludwig Diels. Xylopia sericolampra ingår i släktet Xylopia och familjen kirimojaväxter. Inga underarter finns listade i Catalogue of Life.